# Atari 6502 Color Raster
Atari 6502 Color Raster es una Placa de arcade creada por Atari destinada a los salones arcade.

## Descripción
El Atari 6502 Color Raster fue lanzada por Atari en 1977.
El sistema tenía uno o más procesadores 6502, que variaban su velocidad dependiendo del título, la frecuencia estaba dentro del rango de los 1 MHz hasta los 2.5 MHz. Para el sonido, también variaba la cantidad y el chip de sonido dependiendo del juego, estando 2 Pokey a 1.25 MHz o 1.5 MHz o 1.512 MHz  o 1.789790 MHz o 1.789772 MHz. En el caso del juego Return Of The Jedi, este tenía 4 x Pokey @ 1.512 MHz y un TMS5220 a 673 kHz. Tetris adicionalmente tenía un chip de protección Slapstic 137412-101
En esta placa funcionaron aproximadamente 12 títulos.

## Especificaciones técnicas

### Procesador
- 1 o 2 6502, trabajando (dependiendo del juego) en el rango de los 1 MHz hasta los 2.5 MHz

### Audio
Chips de sonido:
- 2x Pokey a 1.25 MHz o 1.5 MHz o 1.512 MHz  o 1.789790 MHz o 1.789772 MHz (dependiendo del título)
- TMS5220 a 673 kHz (solo presente en el juego Return Of The Jedi)

### Protección
- Slapstic 137412-101 (Solo presente en el juego Tetris

## Lista de videojuegos
- Cloak & Dagger / Agent X
- Cloud 9 / Weather War
- Crystal Castles
- Firebeast / Dragon Master
- Liberator
- Qwak
- Return Of The Jedi
- Road Runner
- Runaway
- Sprint 4
- Tetris
- Tetris Cocktail